# Shift 2: Unleashed
Shift 2: Unleashed - Need for Speed (também conhecido como Shift 2) é um jogo de corrida lançado em Março de 2011, sendo o título de número 17 da Need For Speed, desenvolvido pelo estúdio Slightly Mad e publicado pela Electronic Arts.
O Shift 2 é a sequência direta de Need for Speed: Shift, lançado em 2009 e expande a jogabilidade e características introduzidas com o original. O jogo conta com 145 carros de 37 fabricantes e 36 pistas diferentes, que os jogadores podem competir em diversos tipos de corridas. Os jogadores também são capazes de competir online, através do sistema Autolog. O jogo também conta com três novas adições principais ao jogo, a câmera no capacete, a corrida noturna e o recurso Autolog, introduzido inicialmente em Hot Pursuit 2010 .

## Carros[1]
- Acura NSX
- Alfa Romeo 8C Competizione
- Aston Martin DB9 Coupe
- Aston Martin V8 Vantage N400
- Aston Martin Racing DBR9 GT1
- Aston Martin Racing DBRS9 GT3
- Audi R8 Coupe 4.2 FSI Quattro
- Audi R8 LMS
- Audi RS 4
- Audi S3
- Audi S4
- Audi TT Coupe 3.2 Quattro
- Bentley Continental Supersports Coupe
- BMW 135i Coupe
- BMW Alpina B6 GT3
- BMW M1 Procar
- BMW M3 E30 Sport Evolution
- BMW M3 E36
- BMW M3 E46
- BMW M3 E92
- BMW M6 Coupe
- BMW Z4 Coupe
- BMW Z4 sDrive35is
- Bugatti Veyron 16.4
- Caterham Superlight R500
- Chevrolet Camaro SS
- Chevrolet Cobalt SS
- Chevrolet Corvette C6.R GT1
- Chevrolet Corvette Stingray
- Chevrolet Corvette Z06R GT3
- Dodge Challenger Concept
- Dodge Viper SRT10
- Dodge Challenger R/T
- Dodge Charger R/T
- Ford Escort RS Cosworth
- Ford Focus RS
- Ford Focus ST
- Ford GT
- Ford Shelby GT500
- Matech Ford GT GT1
- Matech Ford GT GT3
- Gumpert Apollo
- Honda Civic Si
- Honda S2000 CR
- Infiniti G35 (V35)
- Jaguar XKR
- Koenigsegg CCX
- Lamborghini Gallardo LP560 GT3
- Lamborghini Gallardo LP560-4
- Lamborghini Murcielago R-SV GT1
- Lamborghini Reventon
- Lancia Delta HF Integrale Evoluzione
- Lexus IS F
- Lexus LFA
- Lotus Elise 111R
- Maserati GranTurismo S
- Maserati MC12 GT1
- Mazda MX-5
- Mazda RX-7 (FC3S)
- Mazda RX-7 (FD3S)
- Mazda RX-8
- McLaren F1
- Mercedes-Benz 190E 2.5-16 Evolution 2
- Mercedes-Benz SL 65 AMG
- Mercedes-Benz SLS AMG
- Mercedes-Benz SLR McLaren 722 Edition
- Mercedes-Benz SLR McLaren Stirling Moss
- Mitsubishi Lancer EVOLUTION IX MR-Edition
- Mitsubishi Lancer EVOLUTION X
- Nissan 200SX (S14)
- Nissan 240SX (S13)
- Nissan 350Z (Z33)
- Nissan 370Z (Z34)
- Nissan GT-R (R35)
- Nissan GT-R (R35) Need For Speed Edition
- Nissan GT-R SpecV (R35)
- Nissan Skyline GT-R (R32)
- Nissan Skyline GT-R (R34)
- Pagani Huayra
- Pagani Zonda F
- Pagani Zonda R
- Porsche 911 GT2
- Porsche 911 GT3 Cup R
- Porsche 911 GT3 RS
- Porsche 911 GT3 RSR
- Porsche 918 Spyder Concept Study
- Porsche Carrera GT
- Porsche Cayman S
- Radical SR3 RS
- Renault SPORT MEGANE R.S.
- Scion tC
- SEAT Leon CUPRA
- Shelby Cobra 427
- Shelby GT500
- Subaru Impreza WRX STI
- Toyota Corolla GTS (AE86)
- Toyota Supra
- Volkswagen Golf GTI
- Volkswagen Golf Mk1 GTI
- Volkswagen Scirocco

## Circuitos[2]
- Alpental
- Ambush Canyon
- Autopolis International Racing Course Lakeside
- Autopolis International Racing Course GP
- Brands Hatch Indy
- Brands Hatch GP
- Brno Circuit
- Circuit Dijon-Prenois Short
- Circuit Dijon-Prenois
- Circuit Zolder
- Circuit de Catalunya Club
- Circuit de Catalunya National
- Circuit de Catalunya GP
- Circuit de Spa Francorchamps GP
- Dakota Club
- Dakota National
- Dakota GP
- Donington Park National
- Donington GP National
- Dubai Autodrome Club
- Dubai Autodrome National
- Dubai Autodrome International
- Dubai Autodrome GP
- Ebisu Circuit Touge Course Challenge
- Ebisu Circuit South Course
- Ebisu Circuit West Course
- Enna Pergusa
- Glendale Club
- Glendale West
- Glendale East
- Hazyview Oval
- Hazyview Eight
- Hockenheimring Short
- Hockenheimring National
- Hockenheimring GP
- London Club Drive
- London River
- London Royal Mile
- London Embankment Loop
- London Whitehall Drive
- Mazda Raceway Laguna Seca
- Miami Bayfront Park Loop
- Miami Bicentennial Park Route
- Miami Biscayne Boulevard
- Miami Bayside Run
- Miyatomi
- Monza Jr
- Monza GP
- Motorsport Arena Oschersleben B Course
- Motorsport Arena Oschersleben GP
- Mount Panorama " Bathurst
- Nordschleife Nurburg
- Nordschleife Karussell
- Nordschleife Aremberg
- Nordschleife
- Nurburgring Mullenbach
- Nurburgring Sprint Short
- Nurburgring Sprint
- Nurburgring GP
- Riviera Monument Loop
- Riviera Port Boucle
- Riviera Casino Riviera
- Riviera Monte Grande
- Road America
- Rustle Creek
- Shanghai Yan'an Road Circuit
- Shanghai Nanjing Road Dash
- Shanghai Bund GP
- Silverstone National
- Silverstone International (2009)
- Silverstone Bridge Grand Prix
- Silverstone GP
- Suzuka Circuit East Course
- Suzuka Circuit West Course
- Suzuka Circuit GP
- Toyota Speedway at Irwindale Oval
- Tokyo Dockside
- Tokyo Club
- Tokyo Circuit
- Tokyo Westbound Expressway
- Willow Springs International Motorsports Park Horse Thief Mile
- Willow Springs International Motorsports Park GP